# NGC 936
NGC 936 is een balkspiraalstelsel in het sterrenbeeld Walvis. Het hemelobject ligt 65 miljoen lichtjaar (19,8 × 106 parsec) van de Aarde verwijderd en werd op 6 januari 1785 ontdekt door de Duits-Britse astronoom William Herschel.

## Synoniemen
- PGC 9359
- UGC 1929
- MCG 0-7-17
- ZWG 388.18